# Need for Speed (saga de videojocs)
Need for Speed (abreujat:NFS) (que en anglés vol dir: "Necessitat de velocitat") és una saga de videojocs de curses publicat per Electronic Arts, disponible en Sega Saturn, ordinador, N64, Gamecube, Xbox, PlayStation, Playstation 2, Xbox 360, PSP, Wii, etc. Els elements de jugabilitat són els d'un estil arcade/simulador, que porta als carrers, carreteres i autopistes cotxes reals, esportius i tot terreny entre d'altres, als quals últimament se'ls han incorporat les opcions de tuning.

## Origen de la saga
Need for Speed va ser desenvolupat per Distinctive Software Inc., un estudi situat a Vancouver, Canadà. DSI va crear prèviament jocs de carreres famosos, com Stunts i "Test Drive II".
Més tard Distinctive Software va ser comprat per Electronic Arts i rebatejat com a EA Canada. La implicació de DSI amb NFS va decaure en focalitzar els seus esforços en la creació de la línia de jocs d'EA Sports. El 2002, l'altre afiliat d'EA situat a Vancouver, Blackbox Software, ha estat el principal desenvolupador de Need For Speed.

## La saga

### The Need for Speed(1994)
El Need for Speed original va ser llançat per a 3DO el 1994 amb versions per a PlayStation, ordinador i Sega Saturn. En la primera versió es troben persecucions per part de cotxes de policia, tema que després s'estendria en les sèries cridades Hot Pursuit, al NFS 3 i NFS 4. Aquestes versions són les quals millor van funcionar en el mercat.
En la primera versió de Need for Speed s'intenta plasmar el maneig real dels cotxes; Electronic Arts va treballar al costat de la revista automobilística Road & Track per a aconseguir el comportament dels vehicles, així com el so de la palanca de canvis de marxes.
Inclou aquests cotxes: Acura NSX, Porsche Carrera, Dodge Viper, Chevrolet Corvette, Mazda RX-7, Toyota Supra, Ferrari 512 TR i Lamborghini Diablo. El joc conté dades precises dels cotxes, així com comentaris parlats.

### Need for Speed: Special Edition(1995)
Una edició poc coneguda de Need for Speed; aquesta edició especial "Special Edition" és considerada com l'episodi perdut de NFS.
Disponible només en PC CDROM, preparat per a Windows 95, precisava DirectX 2 i connexió TCP/IP, inclou dues noves pistes i diverses millores en el motor de joc.

### Need for Speed II(1997)
NFS II té tres mode de carrera:
- Tournament (torneig): es corre en tots els circuits sumant punts. Era possible canviar de vehicle per a cada circuit. Per descomptat, guanya el que més punts aconsegueix, activant-se un nou cotxe (Ford Indigo).
- Knock-out (KO) (A mort): es competeix en tots els circuits amb el mateix cotxe, i s'elimina l'últim a arribar. Al final s'activa el circuit "Hollywood" on corren els dos últims supervivents.
- Single race (Carrera simple): es recorre un circuit de 2, 4 o 8 voltes amb qualsevol cotxe, amb trànsit o sense, i contra un competidor o set.

Need for Speed II inclou vehicles d'alt luxe: McLaren F1, Ferrari F50, Ford GT90, Jaguar XJ220, Lotus GT1, Isdera Commendatore 112*i, Lotus Esprit, Italdesign Calà, Italdesign Nazca C2 i Ford Indigo.
En aquesta versió, el so del motor i del clàxon de cada cotxe se sembla molt al dels cotxes reals.

### Need for Speed II: Special Edition(1997)
Aquesta edició especial inclou circuits extra i nous cotxes, com el Ferrari F355, o el Ford Mustang Mach III i cotxes extra com el Chevy Bomber BFS, el cotxe de carrera Tombstone i l'esportiu futurístic FZR 2000. També té suport per a Glide, l'estàndard de llavors per a gràfics 3D usat en les targetes de vídeo 3Dfx de Voodoo i Voodoo 2.

### Need for Speed III: Hot Pursuit(1998)
NFS III afegix la manera Hot Pursuit, en el qual el jugador ha de guanyar la carrera escapant de la policia, o jugar com a policia i intentar donar caça i arrestar als pilots que infringissin els límits de velocitat. Molts dels cotxes i circuits no estan disponibles al començar el joc. L'objectiu és desbloquejar-los en guanyar carreres.
Disposa de cotxes com el Mercedes SL600, Jaguar XJR-15, Aston Martin DB7, Lamborghini Countach, Chevrolet Corvette indy pace car, Ferrari F355 Spider, Italdesign Scighera, Lamborghini Diablo sv, Mercedes-benz/ CLK-GTR, Ferrari 550 maranello, Jaguar XK-8, i el nen.
A més inclou pistes com una en la qual passem sota un túnel de vidre sota una espècie de llac o una ciutat. Passant per canons, per zones rurals, per una espècie de pista de Montecarlo... sense oblidar que es pot fer el traçat de nit o de dia i amb pluja o neu.
NFS III aprofita els avantatges de les capacitats multimèdia del CDROM incloent comentaris d'àudio, presentacions d'imatges i vídeos amb música.
Aquesta és l'edició de NFS que més vendes ha fet.

### Need for Speed IV: High Stakes(1999)
High Stakes (títol als EUA) i Road Challenge (títol europeu) va aparèixer a l'estiu de 1999. Va ser àmpliament criticat per ser massa semblant al NFS III, especialment atès que tots els circuits de la 3a edició estaven presents en aquesta (entre altres).
No obstant això, High Stakes/Road Challenge va introduir alguns tipus nous de joc:
- High Stakes: és una manera de carrera en el qual la recompensa és el cotxe del perdedor.
- Getaway es tracta d'escapar de la policia tant temps com sigui possible.
- Career: aquesta manera incorpora un sistema de retribució econòmica que permet al jugador obtenir vehicles i millores de rendiment.

Altra innovació és la introducció de danys. Els cotxes involucrats en accidents es veuen notòriament afectats, pel que perden efectivitat, a més de la necessitat de reparar-los després de la carrera.
Aquesta versió va ser la base per a les altres, i va incloure molts efectes 3D amb capacitat de creació amb eines proporcionables d'EA.

### Road Challenge
Exclusiu per PSone és més avançat en gràfics de vídeo i cotxes nous i se li lleven alguns de l'anterior.

### Need for Speed V:PorscheUnleashed
Porsche 2000 (o Porsche Unleashed pels EUA) és diferent de les versions prèvies perquè inclou només Porsches; el joc ve amb ampla informació sobre aquests cotxes. Els cotxes es condueixen de manera més realista que els episodis anteriors i té uns gràfics molt avançats. El jugador ha de guanyar carreres per a desbloquejar cotxes en ordre cronològic, des de l'any 1950 al 2000. Aquest és un joc bastant més detallat que els anteriors i té noves funcions com la preparació del motor, danys (ja en el NFS4) i test drives per a provar automòbils abans d'adquirir-los.
El concepte "d'evolució" va ser impactant per a molta gent, i va crear molts nous fans de Porsche. El "Factory Driver" (pilot de proves) és una manera diferent de desbloquejar cotxes. Moltes d'aquestes proves són considerades molt complicades. Qualsevol que finalitzi aquesta manera pot ser cridat un "gran pilot virtual".
Pot considerar-se a aquest joc com un veritable simulador. Ja que les actuacions reaccionen de manera esperada en la seva acceleració, frenada, rebaixada de velocitats i a l'usar el fre d'emergència. I fins as nota quan un acte és de doble tracció o sol tracció del darrere. O quan té o no posat l'ABS o el control de tracció.

### Porsche2000(2000)
És la continuació de l'anterior amb més modes de joc i més avançat en gràfics.

### Need for Speed VI: Hot Pursuit 2(2002)
Hot Pursuit 2 va ser essencialment NFS III amb gràfics millorats. El joc va ser un fracàs comercial, en part a causa del seu excessiu estil "arcade". Un exemple freqüent donat que es critiqués que el joc inclou un helicòpter de policia que deixa caure barrils de deixalles tòxiques explosius en la trajectòria del jugador. A més el servei de descàrrega de cotxes en Internet és molt difícil de trobar.
Aquesta versió manca de funcions que té el seu predecessor de persecucions (NFS 3), com la pantalla partida per a dos jugadors, controls en la vista de càmera o guardat de repeticions. Les capacitats de multijugador en LAN van ser llevades en favor del sistema d'emparellaments a través d'Internet de "EA.com".
Hot Pursuit 2 és el primer Need for Speed que ha renunciat a una banda sonora original de rock i techno en favor de cançons amb llicència per a "EA Trax".

### Need for Speed VII: Underground(2003)
Un gir complet en la fórmula de la sèrie, NFSU ofereix un mode de carrera amb un argument i un garatge on el jugador pot personalitzar l'aspecte visual i el rendiment dels seus cotxes. Totes les carreres tenen lloc en la ciutat a la nit. En lloc d'esportius de luxe, aquesta versió inclou vehicles que poden trobar-se en qualsevol concessionari, com el Mazda MX-5 o el Peugeot 206 entre molts altres. Need for Speed: Underground ha estat un gran èxit comercial.
El mapa és tancat, és a dir no havia possibilitat de recórrer lliurement la ciutat. La història consistia bàsicament a avançar per una classificació de corredors fins a convertir-se el rei de les carreres Underground.
Plataformes: ordinador, PlayStation 2, Gamecube, Xbox i Gameboy Advance

### Need for Speed VIII: Underground 2(2004)
Aquesta versió va ser llançada el 15 de novembre del 2004. És una continuació de l'anterior, amb el mateix sistema essencial. No obstant això afegix anar per la ciutat lliurement, trobant botigues de pintura, components i tallers on millorar el seu acte. També pot trobar circuits on suposadament es reuneixen per a fer una carrera il·legal, i fins i tot pot trobar-se amb altres cotxes "Tuners" amb els quals competir sense restriccions de circuits.
Alguns dels molts vehicles que es poden conduir són: Ford Focus, Hummer H-2, Toyota Celica, Audi TT, Subaru Impreza, Mitsubishi Lancer Evolution VIII, Mitsubishi Eclipse, Mitsubishi 3000 GT, Mazda RX-8, Nissan Skyline i Nissan 350 Z.
Plataformes: ordinador, PlayStation 2, Gamecube, Xbox i Nintendo DS

### Need for Speed IX: Most Wanted(2005)
NFS Most Wanted (els més buscats) retorna la sèrie a les seves arrels, amb persecucions policials com a protagonistes del joc.
Hi ha vuit modes de joc:
- Cabines de peatge
  - Toll-booth race (el qual no s'inclou en la versió completa)
- Fotos de radar
- Escapatòria
  - Millor ruta d'escapatòria (el qual no s'inclou en la versió completa)
- Circuit
- Esprint
- Knockout (el qual no s'inclou en la versió completa)
- Màxima Velocitat (el qual es corre a través d'un Sprint, el diferent és que s'ha d'arribar a la màxima velocitat possible per a guanyar)

Es desenvolupa en quatre zones diferents, amb efectes climatològics en temps real i ambient envolupant. No es correrà de nit, sinó entre l'alba i la posada de sol. S'oferixen al voltant de 36 cotxes. Importats d'Àsia, esportius, americans i importats d'Europa.
Els vehicles disponibles en el mode història: Aston Martin DB9, Audi A3 3.2 Quattro, Audi A4 3.2 FSI Quattro, Audi TT 3.2 V6 Quattro, BMW M3 GTR, Caddilac CTS, Chevrolet Cobalt SS, Chevrolet Corvette C6, Dodge Viper SRT-10, Fiat Grande Punto, Ford GT, Ford Mustang GT, Lamborghini Gallardo, Lamborghini Murciélago, Lexus IS300, Lotus Elise, Mazda RX-7, Mazda RX-8, McLaren Mercedes-Benz/ SLR, Mercedes-Benz/ CLK 500, Mercedes-Benz/ SL 500, Mitsubishi Eclipse GT, Mitsubishi Lancer Evolution VIII, Pontiac GTO, Porsche 911 Carrera S, Porsche 911 Turbo S, Porsche Carrera GT, Porsche Cayman S, Renault Clio V6, Subaru Impreza WRX STi, Toyota Supra, Vauxhall Monaro VXR i Volkswagen Golf GTI
I vehicles de bonificació: Mercedes-Benz/ SL65 AMG, Porsche 911 GT2, Chevrolet Corvette C6.R.
En aquest joc el pilot ha de guanyar carreres i evitar ser capturat per la policia per a escalar llocs en la Blacklist dels 15 més buscats:
El joc "en línia" s'inclou amb un conjunt de característiques similar al de NFSU2, encara que aquesta vegada no hi ha conflicte entre la versió americana i europea.
Most Wanted està disponible per a Ordinador, PSP, PS2, PlayStation 3, GameCube, Xbox, Xbox 360, Game Boy Advance i Nintendo DSUna imatge del videojoc, aquí.

### Need for Speed X: Carbon(2006)
La desena edició de la saga Need For Speed, va sortir a la venda l'1 de novembre del 2006, aquesta porta millores notòries en els gràfics, noves actuacions, i un nou tipus de tuning: l'"Autosculpt".
En aquest joc hi ha 3 tipus d'actuacions:
- Muscle (clàssic acte americà com el Ford Mustang GT)
- Exotic (actuacions més de luxe com el Lamborghini Gallardo)
- Tuner (actuacions esportives com ho és el Mitsubushi Lancer Evolution IX)

Al joc el cotxe circula per una ciutat que està dividida en quatre territoris; el jugador ha de conquerir cada territori a base de guanyar carreres. Al joc sempre és de nit
Està disponible per a Xbox, Xbox 360, PlayStation 2, PlayStation 3, PSP, Nintendo Wii, Game Cube, Game Boy Advance, Nintendo DS, mòbil, ordinador.

### Need for Speed XI: Pro Street(2007)
El videojoc fou llançat el novembre del 2007, no se sap a la data concreta. El joc es relaciona amb carreres mundials amb els millors corredors del món en vehicles professionals clandestins (carreres pro street). Els crítics van dir que seria uns dels menys venuts, a causa del fet que els circuits seran tancats. A més, és el més avançat en gràfics i tindrà molt més realisme (es pot comprovar descarregant el tràiler).
La característica nova en aquesta saga és el dany parcial o total del vehicle, des de xocs menors fins a voltes de campana per descontrol de maneig, que es reflectissin en el vehicle.
L'exclusivitat de Need for speed és la presentació del nou NISSAN GT-R PROTO (presentat a l'E3 del 2007), que era l'exclusivitat de Gran Turismo HD. L'única diferència és que aquest vehicle és modificable.
Primera llista de cotxes del NFS Pro Street:
Nissan GT-R PROTO-
1970 Plymouth Hemi Cuda-
1995 Mazda RX-7-
1999 Mitsubishi Eclipse-
2006 Audi S4-
1986 Toyota Corolla GTS AE86-
2006 Mitsubishi Lancer EVO IX MR-edition-
2006 Volkswagen Golf GTI-
2008 BMW M3
Per a més informació visiteu www.needforspeed.com
Estarà disponible per a PlayStation 2, Xbox 360, PlayStation 3, Nintendo Wii, ordinador i mòbil.

### Need for Speed: Most Wanted(2012)
Need for Speed: Most Wanted, és un videojoc de curses de món obert de l'any 2012, desenvolupat per l'estudi de videojocs britànic Criterion Games i publicat per Electronic Arts. Va ser anunciat el 4 de juny de 2012, durant la conferència de premsa d'EA a l'E³, El Most Wanted és el dinovè títol de la llarga saga Need for Speed i va ser llançat a tot el món per a Microsoft Windows, PlayStation 3, Xbox 360, PlayStation Vita, iOS i Android, començant a l'Amèrica del Nord el 30 d'octubre de 2012, amb una versió per a Wii U el 2013. El joc es va centrar en la propietat intel·lectual de Most Wanted llançat el 2005, en oposició al reinici de Hot Pursuit que Criterion havia desenvolupat anteriorment.